# Halle de Cadouin
La halle est un édifice situé au Buisson-de-Cadouin, en France.

## Localisation
La halle est située devant l’abbaye de Cadouin, dans le département de la Dordogne.

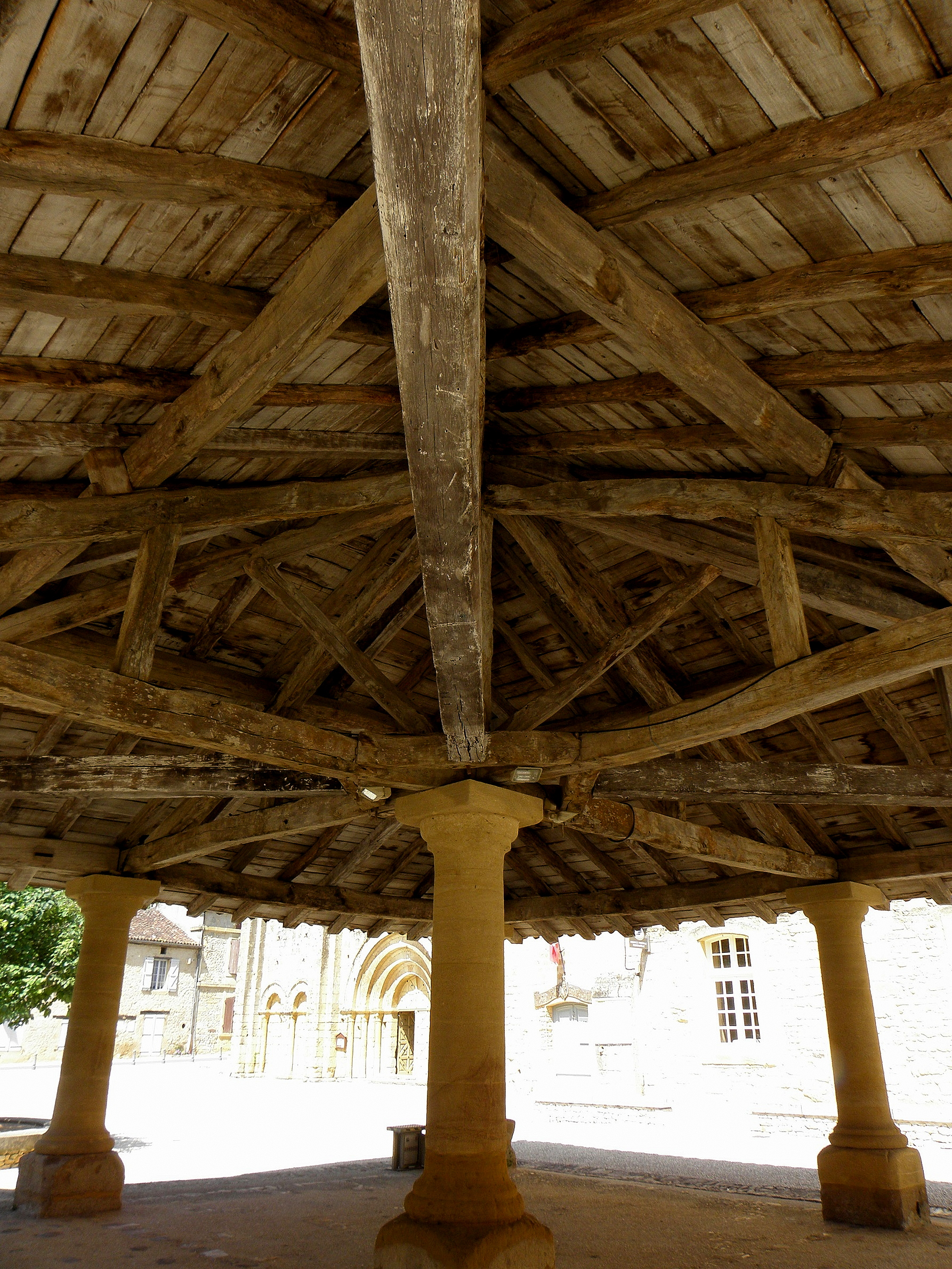
La charpente en étoile.

## Description
La halle rectangulaire a une charpente en bois en étoile, entièrement montée avec des chevilles. 

## Protection
La halle a été classée au titre des monuments historiques le 27 avril 1976.